# Америка има таленат
Америка има таленат (енгл. America's Got Talent, често скраћено AGT) је амерички талент шоу и део је глобалне Got Talent франшизе, чији је творац Сајмон Кауел. Емитује се на телевизијском каналу Ен-Би-Си од 21. јуна 2006. године и углавном се емитује током летње сезоне.
У емисији се извођачи из САД и шире, са разним талентима, а преовладавају музичари, плесачи, комичари, мађионичари и акробате. Сваки такмичар који се појави на аудицији, настоји да обезбеди учешће у емисијама уживо, импресионирањем четворочланог (у првих 7 сезона трочланог) жирија. Они који дођу до емисија уживо, такмиче се једни против других за наклоност и жирија и публике, како би доспели до финала, где победник добија милион америчких долара, као и сопствени шоу у Лас Вегасу.
Од своје премијере, Америка има таленат помогао је у откривању нових талената и лансирао многобројне каријере, али и донео велики успех мрежи Ен-Би-Си, с обзиром на то да око 10 милиона гледалаца прати сваку сезону. Уопштено гледано, најгледанија сезона је 4. сезона (2009), а најгледанија епизода емисије је финале 5. сезоне (2010), које је гледало скоро 16,5 милиона гледалаца.
У Србији, емисија је премијерно емитована од 17. априла 2018. године на каналу Вавум. Емитоване су само 11. и 12. сезона.

## Преглед сезона
| Сезона | Премијера     | Финале              | Водитељ       | Жири                                                   | Победник          |
| ------ | ------------- | ------------------- | ------------- | ------------------------------------------------------ | ----------------- |
| 1      | 21. јун 2006. | 17. август 2006.    | Реџис Филбин  | Пирс Морган Дејвид Хаселхоф Бренди Норвуд              | Бјанка Рајан      |
| 2      | 5. јун 2007.  | 21. август 2007.    | Џери Спрингер | Пирс Морган Дејвид Хаселхоф Шерон Осборн               | Тери Фејтор       |
| 3      | 17. јун 2008. | 1. октобар 2008.    | Џери Спрингер | Пирс Морган Дејвид Хаселхоф Шерон Осборн               | Нил И Бојд        |
| 4      | 23. јун 2009. | 16. септембар 2009. | Ник Кенон     | Пирс Морган Дејвид Хаселхоф Шерон Осборн               | Кевин Скинер      |
| 5      | 1. јун 2010.  | 15. септембар 2010. | Ник Кенон     | Пирс Морган Хауи Мендел Шерон Осборн                   | Мајкл Грим        |
| 6      | 31. мај 2011. | 14. септембар 2011. | Ник Кенон     | Пирс Морган Хауи Мендел Шерон Осборн                   | Ланду Јуџин Мафри |
| 7      | 14. мај 2012. | 13. септембар 2012. | Ник Кенон     | Хауард Стерн Хауи Мендел Шерон Осборн                  | Олејт Догс        |
| 8      | 4. јун 2013.  | 18. септембар 2013. | Ник Кенон     | Хауард Стерн Хауи Мендел Мел Би Хајди Клум             | Кеничи Ебина      |
| 9      | 27. мај 2014. | 17. септембар 2014. | Ник Кенон     | Хауард Стерн Хауи Мендел Мел Би Хајди Клум             | Мет Франко        |
| 10     | 26. мај 2015. | 16. септембар 2015. | Ник Кенон     | Хауард Стерн Хауи Мендел Мел Би Хајди Клум             | Пол Зердин        |
| 11     | 31. мај 2016. | 14. септембар 2016. | Ник Кенон     | Сајмон Кауел Хауи Мендел Мел Би Хајди Клум             | Грејс Вандервал   |
| 12     | 30. мај 2017. | 20. септембар 2017. | Тајра Бенкс   | Сајмон Кауел Хауи Мендел Мел Би Хајди Клум             | Дарси Лин Фармер  |
| 13     | 29. мај 2018. | 19. септембар 2018. | Тајра Бенкс   | Сајмон Кауел Хауи Мендел Мел Би Хајди Клум             | Шин Лим           |
| 14     | 28. мај 2019. | 18. септембар 2019. | Тери Круз     | Сајмон Кауел Хауи Мендел Габријела Јунион Џулијана Хаф | Коди Ли           |
| 15     | 26. мај 2020. |                     | Тери Круз     | Сајмон Кауел Хауи Мендел Хајди Клум Софија Вергара     |                   |